# 博尔萨德
博尔萨德（Borsad），是印度古吉拉特邦Anand县的一个城镇。总人口56541（2001年）。

## 人口
该地2001年总人口56541人，其中男性29226人，女性27315人；0—6岁人口7302人，其中男3924人，女3378人；识字率67.52%，其中男性为74.53%，女性为60.03%。